# Phyllobius virideaeris
Phyllobius virideaeris är en skalbaggsart som först beskrevs av Johann Nepomuk von Laicharting 1781.  Phyllobius virideaeris ingår i släktet Phyllobius, och familjen vivlar. Arten är reproducerande i Sverige.

## Bildgalleri

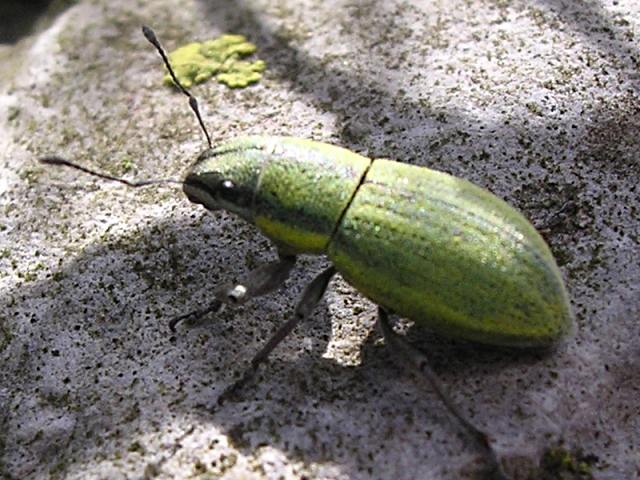
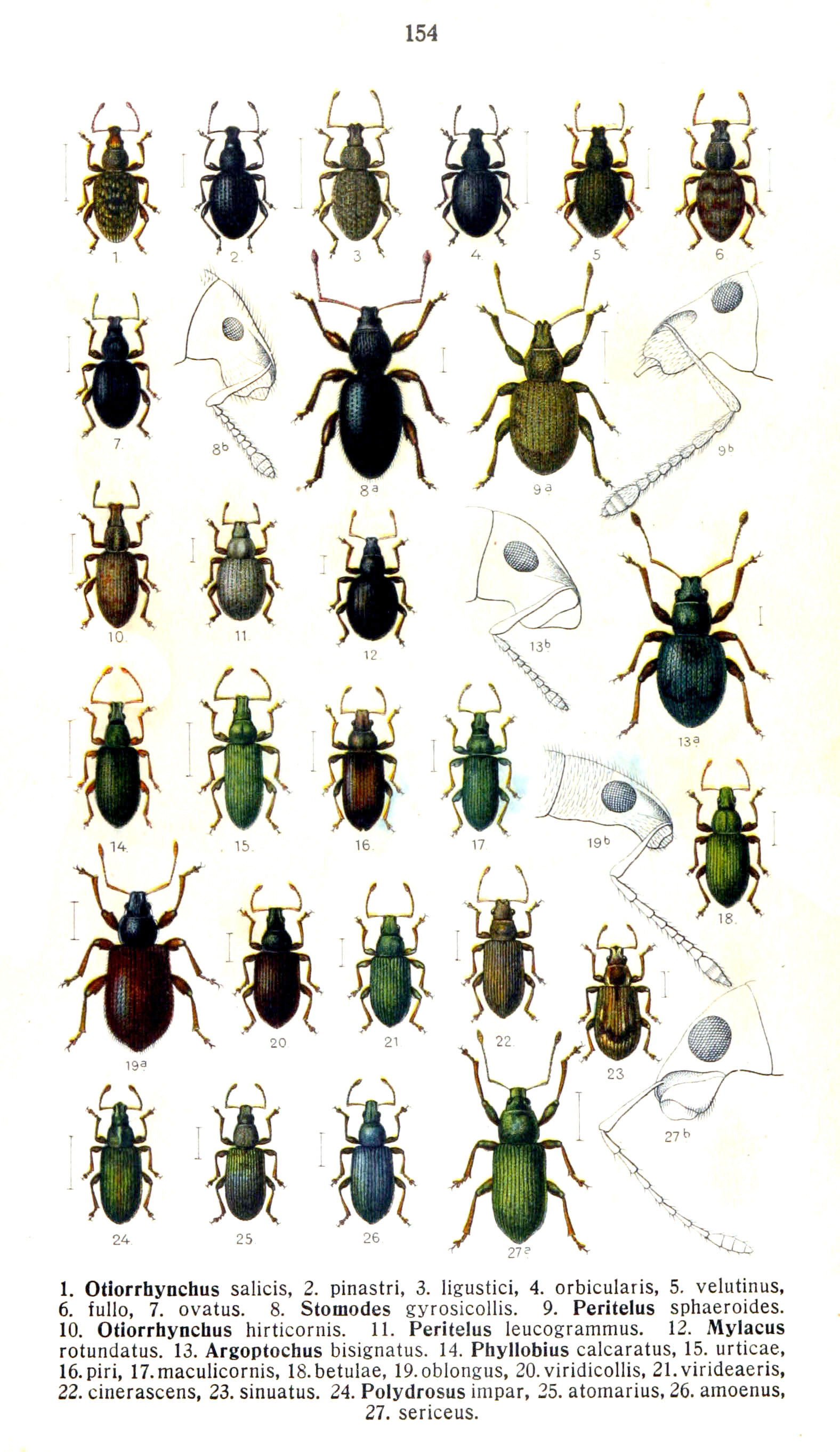